# 中村俊介 (新聞記者)
中村俊介（なかむら しゅんすけ、1965年 - ）は朝日新聞学芸部の記者。

## 経歴
1965年、熊本県熊本市生まれ。1990年、早稲田大学教育学部地理歴史専修卒業。1991年、朝日新聞社入社。文化財担当専門記者として、各地の講演会の講師やパネラーなどを務める。
著書に「歴史文化ライブラリー 173　文化財報道と新聞記者」、2004年、吉川弘文館、ISBN 9784642055734 がある。
| スタブアイコン | サブスタブ | この項目は、まだ閲覧者の調べものの参照としては役立たない、人物に関連した書きかけの項目です。この項目を加筆・訂正などしてくださる協力者を求めています（P:人物伝/PJ:人物伝）。 |